# 查丁區
6°28′19″S 78°25′08″W / 6.4719°S 78.4190°W
查丁區（西班牙語：Distrito de Chadín），是秘魯的一個區，位於該國北部卡哈馬卡大區的喬塔省，始建於1942年9月18日，面積66.5平方公里，海拔高度2,350米，2005年人口4,344，人口密度每平方公里65人。